# Nagore Robles
Nagore Robles Gutiérrez (Basauri, Vizcaya, 10 de febrero de 1983) es una presentadora y colaboradora de televisión española que saltó a la esfera pública tras su participación en el reality show Gran Hermano 11 en 2009. Desde entonces ha participado en diversos espacios televisivos, principalmente desarrollando su carrera dentro del grupo Mediaset España.En 2025 saltó a la cadena pública de RTVE, mediante su participación en Bake Off: famosos al horno.
En julio de 2025 volvió a Mediaset España como presentadora de un reality pionero relacionado con el casting de Gran Hermano 20.

## Biografía
Nacida en Basauri en 1983, Nagore se presentó al casting de Gran Hermano 11 en 2009, en su undécima edición, donde resultó ser la tercera expulsada con el mayor porcentaje en la historia del reality en España, un 95 %. El éxito en audiencias de esa edición hizo que la cadena contase con Nagore para futuros proyectos televisivos, siendo asidua en los debates de Gran Hermano, Supervivientes y otros formatos televisivos de Telecinco.
En 2011 se unió al elenco de concursantes de Acorralados: perdidos en el bosque, donde resultó ganadora. A partir de entonces, su trabajo en televisión aumentó en espacios como De buena ley. Además, coescribió un libro junto a las integrantes de Bolleras Viajeras titulado Siete tentaciones. En los posteriores años, fichó como colaboradora de El programa de Ana Rosa en 2012 y como asesora del amor en Mujeres y hombres y viceversa en 2013, en el que se mantuvo hasta su cancelación en 2021. En el programa de citas, se convirtió en la presentadora durante la baja maternal de Toñi Moreno entre 2019 y 2020.
En 2017 concursó en el talent show de imitaciones Me lo dices o me lo cantas en Telecinco, donde participó en el equipo de Cristina Rodríguez, siendo la finalista de dicho equipo. Un año más tarde participó en el talent culinario de famosos Ven a cenar conmigo: gourmet edition. Además, continuó en su rol de tertuliana en Gran Hermano VIP, La casa fuerte o El debate de las tentaciones.
Diversos medios de comunicación y prensa escrita la consideran como una de las personas LGTBI más influyentes de España. El periódico El Español la cataloga como la sexta persona más influyente de dicho gremio, mientras que El Mundo la coloca como una de las lesbianas más influyentes de España. En publicidad ha participado en la campaña de Mediaset España para fomentar la conciencia colectiva contra la propagación del COVID-19. También participa en la primera campaña nacional  de la red social Tinder en España.
En 2021 estrenó su primer programa propio como presentadora, Sobreviviré, en Mitele (Mediaset España), de tipo debate social, producido por Bulldog TV. El programa renovó por una segunda temporada tras el éxito de la primera, pasando a ser un programa diario.
En marzo de 2022 comenzó a presentar el dating show Baila conmigo en Cuatro. A principios de 2023 realizó las labores de presentadora en la segunda edición del reality show de famosos Pesadilla en El Paraíso en Telecinco desde el pueblo de Jimena de la frontera.
En noviembre de 2024 se hizo oficial su participación en la tercera edición del programa de pastelería Bake Off: famosos al horno, suponiendo su ruptura con el grupo Mediaset y su incursión en RTVE, tras 16 años en el grupo.
El 23 de julio de 2025 se hacía oficial su regreso a Mediaset España presentando un reality  en Mediaset Infinity relacionado con el casting de Gran Hermano 20.

## Vida privada
En septiembre de 2011, coincidiendo con la participación de Nagore en Acorralados, se hizo pública su relación con la DJ e hija de Bárbara Rey, Sofía Cristo. A principios de 2013 se conoció su ruptura.
En 2016 comenzó una relación sentimental con la periodista y escritora Sandra Barneda. En 2022 finalizan su relación.
Desde 2023 mantiene una relación sentimental con Carla Flila, creadora de contenido, quien además realizó un grado de Protocolo y Dirección de Eventos con Relaciones Institucionales.

## Trayectoria

### Como presentadora
| Año           | Programa                      | Canal             | Notas                                    |
| ------------- | ----------------------------- | ----------------- | ---------------------------------------- |
| 2019-2020     | Mujeres y hombres y viceversa | Cuatro            | Presentadora                             |
| 2021          | Sobreviviré                   | Mitele Plus       | Presentadora                             |
| 2022          | Baila conmigo                 | Cuatro            | Presentadora                             |
| 2022          | Quiero ser famoso             | Be Mad            | Presentadora                             |
| 2022          | Nos hemos liado               | Mtmad             | Copresentadora (junto con Alba Carrillo) |
| 2023          | Pesadilla en El Paraíso       | Telecinco         | Presentadora                             |
| 2023-presente | La casa de mi vecina          | Podimo            | Presentadora                             |
| 2025          | Reality Casting GH 20         | Mediaset Infinity | Presentadora                             |

### Como concursante
| Año  | Programa                             | Cadena    | Notas         |
| ---- | ------------------------------------ | --------- | ------------- |
| 2009 | Gran Hermano 11                      | Telecinco | 3.ª expulsada |
| 2011 | Acorralados                          | Telecinco | Ganadora      |
| 2017 | Me lo dices o me lo cantas           | Telecinco | Finalista     |
| 2018 | Ven a cenar conmigo: gourmet edition | Cuatro    | Ganadora      |
| 2025 | Bake Off: famosos al horno           | La 1      | Finalista     |

### Como colaboradora
| Año       | Programa                              | Cadena           | Notas        |
| --------- | ------------------------------------- | ---------------- | ------------ |
| 2010-2013 | De buena ley                          | Telecinco        | Colaboradora |
| 2010-2017 | Gran Hermano: el debate               | Telecinco        | Colaboradora |
| 2011      | Sálvame                               | Telecinco        | Colaboradora |
| 2011      | Deluxe                                | Telecinco        | Colaboradora |
| 2012-2013 | El programa de Ana Rosa               | Telecinco        | Colaboradora |
| 2013      | Campamento de verano                  | Telecinco        | Invitada     |
| 2013-2021 | Mujeres y hombres y viceversa         | Telecinco/Cuatro | Opinadora    |
| 2015-2023 | Gran Hermano VIP: el debate           | Telecinco        | Colaboradora |
| 2015-2024 | Supervivientes: conexión Honduras     | Telecinco        | Colaboradora |
| 2016-2019 | Gran Hermano VIP: límite 48 horas     | Telecinco/Cuatro | Colaboradora |
| 2016      | Hable con ellas                       | Telecinco        | Colaboradora |
| 2017-2024 | Supervivientes: Tierra de Nadie       | Telecinco/Cuatro | Colaboradora |
| 2019      | Gran Hermano Dúo: el debate           | Telecinco        | Colaboradora |
| 2019      | Gran Hermano Dúo: límite 48 horas     | Telecinco        | Colaboradora |
| 2019      | Adivina qué hago esta noche           | Cuatro           | Invitada     |
| 2019      | Lazos de sangre: Bárbara Rey          | La 1             | Invitada     |
| 2020-2024 | El debate de las tentaciones          | Telecinco/Cuatro | Colaboradora |
| 2020      | La casa fuerte                        | Telecinco        | Colaboradora |
| 2021      | Ya es mediodía                        | Telecinco        | Invitada     |
| 2022      | Secret Story: la casa de los secretos | Telecinco        | Colaboradora |
| 2022      | Pesadilla en El Paraíso               | Telecinco        | Colaboradora |
| 2025      | Al cielo con ella                     | La 2             | Invitada     |